# David Rivas
David Rivas Rodríguez (Dos Hermanas, 2 dicembre 1978) è un ex calciatore spagnolo, di ruolo difensore.

## Palmarès

### Club

#### Competizioni nazionali
- Coppa di Spagna: 1

Betis: 2004–2005